# Hovalysia cruciata
Hovalysia cruciata är en stekelart som beskrevs av Fischer 1999. Hovalysia cruciata ingår i släktet Hovalysia och familjen bracksteklar. Inga underarter finns listade i Catalogue of Life.